# Distoleon subtentus
Distoleon subtentus är en insektsart som beskrevs av C.-k. Yang 1986. Distoleon subtentus ingår i släktet Distoleon och familjen myrlejonsländor. Inga underarter finns listade i Catalogue of Life.